# Menen
Menen (franceză Menin) este un oraș neerlandofon situat în provincia Flandra de Vest, regiunea Flandra din Belgia. La 1 ianuarie 2008 avea o populație totală de 32.450 locuitori. 

## Geografie
Comuna actuală Menen a fost formată în urma unei reorganizări teritoriale în anul 1977, prin înglobarea într-o singură entitate a ??? comune învecinate. Suprafața totală a comunei este de 33,07 km². Comuna este subdivizată în secțiuni, ce corespund aproximativ cu fostele comune de dinainte de 1977. Acestea sunt:
| - I. Menen - V. De Barakken - VI. Ons Dorp - II. Lauwe - III. Rekkem - IV. Paradijs |

Localitățile limitrofe sunt:
| În Belgia: | În Franța:                            |
| - Comuna Wevelgem: - a. Moorsele - b. Wevelgem - Comuna Kortrijk: - c. Marke - d. Aalbeke - Comuna Mouscron: - e. Mouscron - Comuna Wervik: - h. Wervik - i. Geluwe | - f. Neuville-en-Ferrain - g. Halluin |

1. ↑  Crossroad Bank of Enterprises